# Schuimpje (snoep)

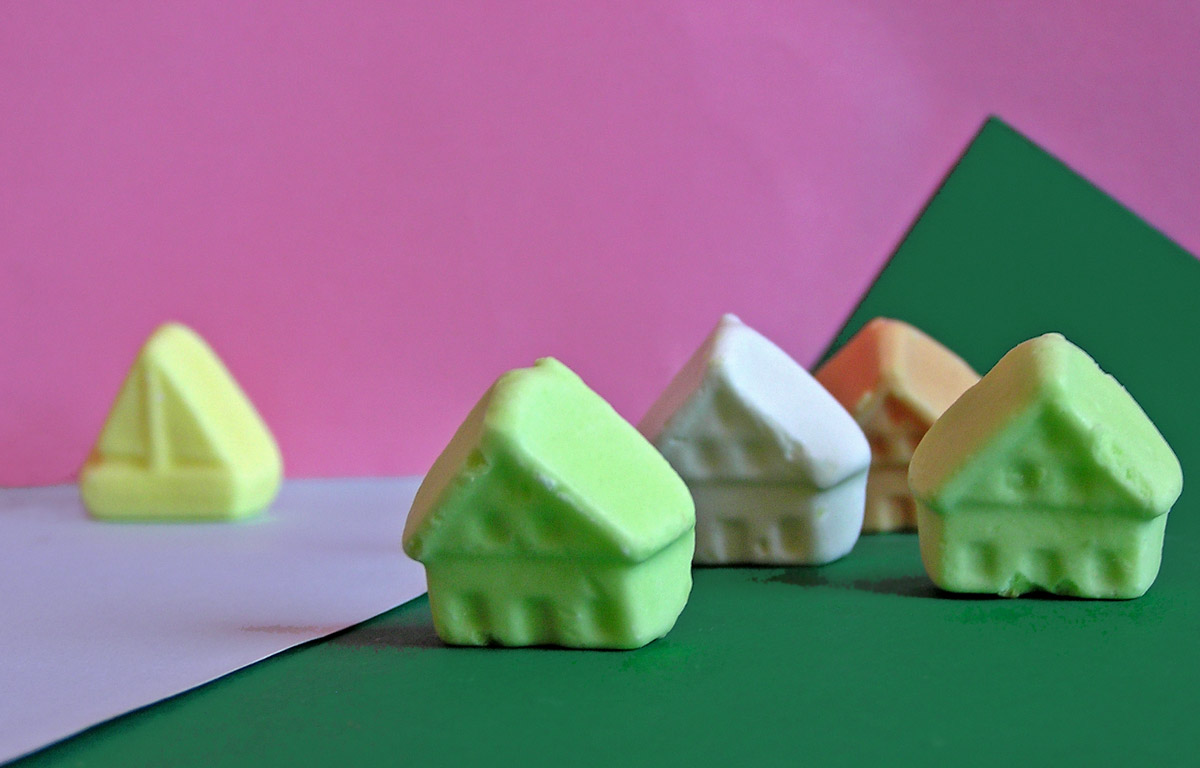
Schuimpjes die als strooigoed kunnen worden gebruikt

Een schuimpje is een zacht, zoet en luchtig snoepje. De Schuttelaar fabriek in Waddinxveen produceert al sinds 1918 schuimpjes voor Nederland.  
Schuimpjes hebben meerdere kleuren, smaken en vaak een thematische vorm. Ze bestaan uit een luchtige substantie die vloeibaar in vormpjes wordt gegoten en vervolgens uithardt. De ingrediënten zijn hoofdzakelijk suiker en gelatine.Schuimpjes worden vaak bij feestelijke gelegenheden gegeten zoals tijdens het kerstfeest en pasen, en als strooigoed tijdens het sinterklaasfeest maar ze zijn het hele jaar verkrijgbaar.

## Vlaanderen
In Vlaanderen worden schuimpjes op veel plaatsen guimauves genoemd, omdat ze vroeger ook van witte moerasmaluwe of witte drop werden vervaardigd. In het Frans wordt het woord guimauve zowel voor schuimpjes als voor de zachtere spekjes gebruikt. Omdat in Vlaanderen vooral het snoepje in de vorm van Maria bekend is, worden ze ook 'Onze-Lieve-Vrouwtjes' of 'Mariaatjes' genoemd.